# 508 Princetonia
508 Princetonia eller 1903 LQ är en stor asteroid i huvudbältet, som upptäcktes den 20 april 1903 av den amerikanske astronomen Raymond Smith Dugan vid observatoriet i Heidelberg. Den har fått sitt namn efter Princeton University i New Jersey, USA.
Asteroiden har en diameter på ungefär 117 kilometer.